# オーバーン (ワシントン州)
オーバーン（Auburn）は、アメリカ合衆国ワシントン州キング郡の都市である。シアトルの南方に位置している。人口は8万7256人（2020年国勢調査）。

## 歴史
1891年に法人化した。グリーン川沿いの低地が開拓され商品作物が栽培された。川の水は農業に不可欠だったが、度々洪水を起こして農園に損害を与えた。第二次世界大戦前は日系アメリカ人の家族が約300世帯住んでいたが、日系人の強制収容を経て他の町に移住してしまった。
戦後は丘陵地の国勢調査指定地域の住宅地を合併し市域を大幅に拡大した。結果的に市域の一部はキング郡からはみ出し、ピアース郡に及ぶことになった。

## 地理
アメリカ合衆国統計局によると、総面積55.3 km2 (21.35 mi2) である。このうち55.1 km2 (21.3 mi2) が陸地であり、0.05 km2 (0.0 mi2) (0.05%) が水地である。

## 住民
2000年国勢調査では、人口40,314人、16,108世帯、10,051家族が暮らしている。人口密度は732.1/km2 (1,895.9/mi2) である。304.5/km2 (788.5/mi2) の平均的な密度に16,767軒の住宅が建っている。この都市の人種的な構成は白人82.80%、アフリカン・アメリカン2.42%、ネイティブ・アメリカン2.54%、アジア3.50%、太平洋諸島系0.51%、その他の人種3.66%、混血4.56%である。この人口の7.49%はヒスパニックまたはラテン系である。
全世帯のうち、18歳未満の子供と同居している世帯が32.8%、夫婦のみの世帯が43.7%、未婚女性の世帯が13.4%であり、37.6%は家族を持たない。個人名義の世帯主が29.1%、そのうち65歳以上が9.1%である。世帯ごとの平均人数は2.47人、家族ごとの平均人数は3.05人である。
18歳未満の未成年が26.6%、18歳以上24歳以下が9.5%、25歳以上44歳以下が31.6%、45歳以上64歳以下が20.7%、65歳以上が11.6%、平均年齢は34歳である。女性100人に対して男性は98.5人である。18歳以上の女性100人に対して男性は95.5人である。
この都市の世帯ごとの平均的な収入は39,208 USドルであり、家族ごとの平均的な収入は45,426 USドルである。男性は36,977 USドルに対して女性は27,476 USドルの平均的な収入がある。この都市の一人当たりの収入 (per capita income) は19,630 USドルである。人口の10.2%及び家族の12.8%は貧困線以下である。全人口のうち18歳未満の15.3%及び65歳以上の8.8%は貧困線以下の生活を送っている。

## 交通
オーバーン駅ではサウンダー通勤鉄道の列車が利用できる。シアトルまでの所要時間は約30分である。アムトラックの列車は停車しない。